# Myrsine ovalis
Myrsine ovalis är en viveväxtart som beskrevs av Jean Nadeaud. Myrsine ovalis ingår i släktet Myrsine och familjen viveväxter. Inga underarter finns listade i Catalogue of Life.